# Bách thanh đầu to
Bách thanh đầu to (danh pháp hai phần: Lanius ludovicianus) là một loài chim thuộc Họ Bách thanh (Laniidae). Chúng là thành viên duy nhất của Họ Bách thanh đặc hữu Bắc Mỹ, phía Bắc liên quan đến bách thanh xám lớn (L. excubitor) hiện diện ở phía bắc của phạm vi của nó mà còn ở các miền Cổ bắc.